# Saison 1 de The Punisher
Chronologie
Saison 2
Cet article présente les treize épisodes de la première saison de la série télévisée américaine The Punisher.

## Synopsis
Frank Castle, plus connu sous le pseudonyme de Punisher, part en guerre contre tous les criminels dont ceux qui sont responsables de la mort de sa famille. Il va découvrir que cela cache une conspiration plus vaste qu'il ne l'avait soupçonnée ...

## Distribution

### Acteurs principaux
- Jon Bernthal (VF : Jérôme Pauwels) : Frank Castle / The Punisher (13 épisodes)
- Amber Rose Revah (VF : Jessica Monceau) : Dinah Madani (13 épisodes)
- Ebon Moss-Bachrach (VF : Thomas Roditi) : David Lieberman / Micro (épisodes 1 à 9 et 11 à 13 - 12 épisodes)
- Ben Barnes (VF : Emmanuel Garijo) : Billy Russo / Jigsaw (épisodes 2 à 13 - 12 épisodes)
- Jaime Ray Newman (VF : Anne Dolan) : Sarah Lieberman, la femme de Micro (épisodes 2 à 6, 8, 11 à 13 - 9 épisodes)
- Michael Nathanson (en) (VF : Didier Cherbuy) : Sam Stein (épisodes 1 à 8 - 8 épisodes)
- Paul Schulze (VF : Xavier Fagnon) : William Rawlins / Agent Orange (épisodes 2, 3, 5 à 8, 11 et 12 - 8 épisodes)
- Daniel Webber (VF : Oscar Douieb) : Lewis Wilson (épisodes 1, 3, 4, 6, 7, 9 et 10 - 7 épisodes)
- Jason R. Moore (VF : Frantz Confiac) : Curtis Hoyle (épisodes 1 à 4, 6, 9 et 13 - 7 épisodes)

### Acteurs récurrents et invités
- Mary Elizabeth Mastrantonio (VF : Frédérique Tirmont) : Marion James (épisodes 5, 11 et 13)
- Shohreh Aghdashloo (VF : Annie Balestra) : Farah Madani (épisodes 1, 3, 9 et 13)
- Delaney Williams : O’Connor (épisodes 1, 3 et 6)
- Jordan Mahome : Isaac (épisodes 1, 3, 6, 9 et 10)
- Aidan Pierce Brennan : Clay Wilson (épisodes 1, 2, 6 et 13)
- Nicolette Pierini : Lisa Castle (épisodes 1, 2, 6 et 13)
- C. Thomas Howell (VF : Éric Herson-Macarel) : Carson Wolf (épisodes 1 à 3)
- Kelli Barrett : Maria Castle (épisodes 1 à 3, 6, 11 à 13)
- Geoffrey Cantor : Ellison (épisodes 2 et 9)

- Ripley Sobo : Leo Lieberman (épisodes 2 à 6 et 11 à 13)
- Kobi Frumer : Zach Lieberman  (épisodes 2 à 6, 8, 11 à 13)
- Shezi Sardar : Ahmad Zubair (épisodes 2, 3 et 5)
- Jeb Kreager : Gunner Henderson (épisodes 2, 3 et 5)
- Clancy Brown (VF : Frédéric van den Driessche) : Major Schoonover (épisode 3)
- Tim Guinee : Clay Wilson (épisodes 3 et 7)
- Tony Plana (VF : François Dunoyer) : Rafael « Rafi » Hernandez  (épisodes 4, 5, 9 à 11 et 13)
- Andrew Polk : Colonel Morty Bennett (épisode 7)
- Rick Holmes : Sénateur Stan Ori (épisodes 9 et 10)
- Dov Davidoff : Ricky Langtry (épisode 9)
- Houshang Touzie : Docteur Hamid Madani (épisode 13)

### Invités venant des autres séries Marvel/Netflix

#### DeDaredevil
Saison 1, 2 et 3
- Deborah Ann Woll (VF : Noémie Orphelin) : Karen Page (épisodes 2, 5, 9 et 10)
- Rob Morgan : Turk Barrett (épisode 4)
- Royce Johnson (VF : Mohad Sanou) : Sergent Brett Mahoney (épisode 10)

## Liste des épisodes

### Épisode 1:3 heures du matin
- Shohreh Aghdashloo (Farah Madani)
- C. Thomas Howell (Carson Wolf)
- Delaney Williams (O'Connor)
- Jordan Mahome (Isaac)
- Kelli Barrett (Maria Castle)
- Aidan Pierce Brennan (Frank Castle Jr.)
- Nicolette Pierini (Lisa Castle)
- Jon David Casey (Mickey O'Hare)
- Christopher Ellis (Moose)
- Lucca De Oliveira (Donny Chavez)
- Chris Critelli (Lance)
- Tyler Elliot Burke (Paulie)
- Jason Hite (Leo)
- Ben Rezendes (Scut)
- Kacie Sheik (Rhonda)
- James J. Lorenzo (Tony)
- Raul Torres (Le tueur du cartel)

Après sa confrontation avec Daredevil, Frank Castle a parcouru les États-Unis et le Mexique à la recherche de tous les responsables impliqués dans la mort de sa famille pour tourner le dos au Punisher. Six mois plus tard, il vit sous le nom de Pete Castiglione, passe ses journées en solitaire sur des chantiers de démolition à s'épuiser pour parvenir à dormir et ne pas refaire le cauchemar où il voit sa famille mourir. Son seul contact est Curt, un ancien compagnon des Marines qui tient une association d'anciens militaires laissés pour compte.

Castle est considéré comme mort depuis l'assassinat du major Schoonover, mais Dinah Madani, une agente fédérale qui a dû quitter son poste en Afghanistan, le recherche. Elle est en effet persuadée qu'un de ses contacts a été assassiné par des militaires américains trafiquants d'héroïne et que l'ancien commando de Castle est impliqué.

### Épisode 2:Deux hommes morts
- C. Thomas Howell (Carson Wolf)
- Geoffrey Cantor (Ellison)
- Ripley Sobo (Leo Lieberman)
- Kobi Frumer (Zach Lieberman)
- Kelli Barrett (Maria Castle)
- Nicolette Pierini (Lisa Castle)
- Aidan Pierce Brennan (Frank Castle Jr.)
- Shezi Sardar (Ahmad Zubair)
- Jeb Kreager (Gunner Henderson)
- Darlene Violette (Serveuse)

S'apprêtant à quitter New York, Castle réalise qu'il est suivi par un homme qui se surnomme "Micro" et qui sait qu'il est encore en vie. Frank, avec l'aide de Karen, piste Micro, de son vrai nom David Leberman. Micro est en réalité un analyste informatique, qui, prêt à révéler des informations sur Kandahar, est trompé par Carson Wolf qui le laisse pour mort. Micro vit désormais dans un entrepôt désaffecté et suit par le biais de caméras cachées dans son domicile sa famille qui apprend désormais à vivre sans lui.
Frank provoque Micro en se rendant à son domicile et rencontrant son épouse, fragile, qui accepte de rencontrer un peu plus de compagnie. Suivant sa piste, il affronte et prend en otage Carson Wolf à son domicile. L'ayant fait prisonnier, Carson résiste à la torture et refuse de parler ; il réussit à se libérer, prend le revolver de Castle et lui révèle son plan avant de le tuer. Ceci n'était qu'une ruse de Castle car le revolver est vide, et une fois les révélations faites, Castle achève Wolf.
Castle contrebalance la pression vis-à-vis de Leberman et finit par le mener dans une chasse aux trésors, où Leberman finit bredouille. Ce n'était une nouvelle fois une ruse pour que Castle pénètre dans l'antre de Leberman et le prend prisonnier.

### Épisode 3:Kandahar
- Shohreh Aghdashloo (Farah Madani)
- C. Thomas Howell (Carson Wolf)
- Ripley Sobo (Leo Lieberman)
- Kobi Frumer (Zach Lieberman)
- Clancy Brown (Major Schoonover)
- Tim Guinee (Clay Wilson)
- Kelli Barrett (Maria Castle)
- Jeb Kreager (Gunner Henderson)
- Delaney Williams (O'Connor)
- Jordan Mahome (Isaac)
- Shezi Sardar (Ahmad Zubair)
- Benjamin Hey! (Officier du SWAT)

Castle a retrouvé Micro dans son repaire et commence à le torturer psychologiquement. Il prétend avoir piégé l'entrepôt de bombes, mais Micro finit par reprendre l'avantage : il a vu par le biais de caméras que Frank n'avait pas piégé les lieux ; il lui fait croire qu'il doit rentrer régulièrement un code sinon l'entrepôt explose, et neutralise Frank par le biais d'un faux stylo injecté d'un puissant somnifère. Cependant, il laisse Frank libre de ses mouvements pour lui faire comprendre qu'ils sont du même côté, ceux de deux hommes piégés par les plus hautes autorités qui ne reculeront devant rien pour faire éclater la vérité.

### Épisode 4:Ravitaillement
- Tony Plana (Rafael Hernandez)
- Ripley Sobo (Leo Lieberman)
- Kobi Frumer (Zach Lieberman)
- Rob Morgan (Turk Barrett)
- Owen Burke (Mazur)
- Alessandro Accornero (Wilcox)
- Rudy De La Cruz (L'homme mou)

Lewis, un ancien militaire se rendant régulièrement aux réunions de Curtis Hoyle, montre de forts signes de stress post-traumatique à la suite du retour de la guerre. Peu après avoir manqué de tuer par accident son père, il creuse une tranchée dans son jardin pour ressentir davantage de sécurité. Persuadé que l'adrénaline de la guerre permettra de le sauver, il se présente auprès d'Anvil, la société de mercenaire de Billy Russo, faisant preuve d'une meilleure humeur en aidant et conseillant d'autres mercenaires en formation, mais Billy rejette sa candidature après avoir discuté de son cas avec Curtis.

### Épisode 5:Gunner
- Mary Elizabeth Mastrantonio (Marion James)
- Tony Plana (Rafael Hernandez)
- Ripley Sobo (Leo Lieberman)
- Kobi Frumer (Zach Lieberman)
- Jeb Kreager (Gunner Henderson)
- Timothy D. Stickney (Agent de l'OIG)
- Shezi Sardar (Ahmad Zubair)

### Épisode 6:Le Traître
- Ripley Sobo (Leo Lieberman)
- Kobi Frumer (Zach Lieberman)
- Kelli Barrett (Maria Castle)
- Nicolette Pierini (Lisa Castle)
- Aidan Pierce Brennan (Frank Castle Jr.)
- Delaney Williams (O'Connor)
- Jordan Mahome (Isaac)
- Ambre Michele Anderson (La femme d'affaires)
- Michael Kennealy (Policier)

### Épisode 7:En ligne de mire
- Andrew Polk (Colonel Morty Bennett)
- Tim Guinee (Clay Wilson)
- Ilfenesh Hadera (La maitresse)
- Ramon O. Torres (Soldat)

### Épisode 8:Le Froid de l'acier
- Kobi Frumer (Zach Lieberman)
- Graham Wolfe (Weems)
- Quincy Chad (Geiger)
- Andrea Leigh (Carla)
- Porter Kelly (Infirmière)

### Épisode 9:Face à l'ennemi
- Shohreh Aghdashloo (Farah Madani)
- Tony Plana (Rafael Hernandez)
- Geoffrey Cantor (Ellison)
- Rick Holmes (Sénateur Stan Ori)
- Dov Davidoff (Ricky Langtry)
- Jordan Mahome (Isaac)
- Marlene Ginader (La productrice)
- Pat Kiernan (Le présentateur des nouvelles)
- Roma Torre (La présentatrice des nouvelles)
- Kathleen Mary Carthy (Serveuse)
- Leajato Amara Robinson (Agent du FBI)
- Vishaal Reddy (Assistant)

Marquée par la mort de son partenaire, l'agent Madani s'éloigne du bureau. Elle hésite à revenir quand une vague d'attentats à la bombe, commis par Lewis, frappe New York. Elle reçoit également une visite de son mentor ; Billy essaie également de lui faire comprendre qu'elle n'est pas fautive de la mort de ce dernier, rejetant même la faute sur ce dernier qui aurait fait une erreur d'approche.
Lewis s'approche de Karen, sachant que celle-ci a défendu Castle et par conséquent un ancien vétéran de la guerre. Sachant Karen en danger, Castle décide d'intervenir et localise la maison de Lewis.
Karen et le sénateur Stan Ori font un débat radiophonique ; le sénateur fait appel à Billy pour s'assurer de sa sécurité, persuadé qu'il pourra être la prochaine cible du terroriste.
Curtis recherchant également Lewis, se trouve dans l'appartement de O'connor où il trouve le cadavre de ce dernier et des bombes en cours de fabrication. Il trouve également Curtis ; s'ensuit un affrontement à l'issue duquel Curtis est assommé par Lewis avec sa propre jambe artificielle.
Castle arrive pour trouver Curtis attaché à une bombe. Lewis appelle et discute avec Castle. Ce dernier réussit à convaincre Lewis de l'aider à désamorcer la bombe, mais se retrouve cerné par les policiers. Il réussit à s'enfuir mais la caméra embarquée dans un véhicule de police le prend en photo et sa survie est révélée à tous.

### Épisode 10:La Vertu des brutes
- Tony Plana (Rafael Hernandez)
- Royce Johnson (Sergent détective Mahoney)
- Rick Holmes (Sénateur Stan Ori)
- Jordan Mahome (Isaac)
- Amanda Bruton (Policière)

### Épisode 11:Danger rapproché
- Mary Elizabeth Mastrantonio (Marion James)
- Tony Plana (Rafael Hernandez)
- Ripley Sobo (Leo Lieberman)
- Kobi Frumer (Zach Lieberman)
- Kelli Barrett (Maria Castle)
- René Ifrah (Officier Jack)
- Stacy-Ann Gooden (Présentatrice du journal)

### Épisode 12:Chez nous
- Ripley Sobo (Leo Lieberman)
- Kobi Frumer (Zach Lieberman)
- Kelli Barrett (Maria Castle)
- Adelind Horan (Spécialiste des ordinateurs)

### Épisode 13:Memento mori
- Mary Elizabeth Mastrantonio (Marion James)
- Shohreh Aghdashloo (Farah Madani)
- Tony Plana (Rafael Hernandez)
- Houshang Touzie (Docteur Hamid Madani)
- Ripley Sobo (Leo Lieberman)
- Kobi Frumer (Zach Lieberman)
- Kelli Barrett (Maria Castle)
- Aidan Pierce Brennan (Frank Castle jr.)
- Nicolette Pierini (Lisa Castle)
- Josh Caras (Carl)
- Sabrina Reitman (Hayley)
- Yadira Correa (Policière)

Frank est encore en vie malgré la torture de Rawlins et Russo. Madani et Lieberman décident de l'amener non pas à l'hôpital mais chez le père de l’agent, médecin, qui lui prodigue les soins nécessaires pour qu'il survive. La même nuit, Russo récupère de l’argent et des papiers pour fuir avant de détruire les bureaux d'Anvil, tuant au passage les agents envoyés le capturer.
Le lendemain, Madani offre les moyens de quitter le pays à Castle tout juste rétabli, mais l'offre ne tiendra qu'un temps. Russo va voir Curtis et exige de lui qu'il lui révèle la planque de Castle ; le Punisher est en fait déjà en place, surveillant avec son fusil sniper l’appartement de son ancien camarade. Curtis est blessé et Russo accepte un rendez-vous face à face le soir même, au manège où la famille Castle a été abattue. Au sein de la CIA, Madani confronte Marion James et Rafi Hernandez, qui s'arrangent pour mettre les exactions de Rawlins sur le compte de Billy Russo et Lewis Wilson, laissant l'image de l'agence intacte. Micro retrouve sa famille, forcée de rester dans un appartement secret et gardé par des agents fédéraux.
La nuit venue, Castle lutte pour ne pas se laisser submerger par les souvenirs de sa famille alors qu'il se rapproche du manège. Russo a fait deux otages et l'affrontement entre les deux camarades commence, violent et sans pitié. Grâce à Madani qui lui offre une ouverture mais reçoit une balle, Castle parvient à prendre le dessus mais décide d'épargner Russo et utilise les miroirs du manège pour défigurer son ancien ami. Il libère les otages et attend les secours pour Madani.